# Chuck Billy

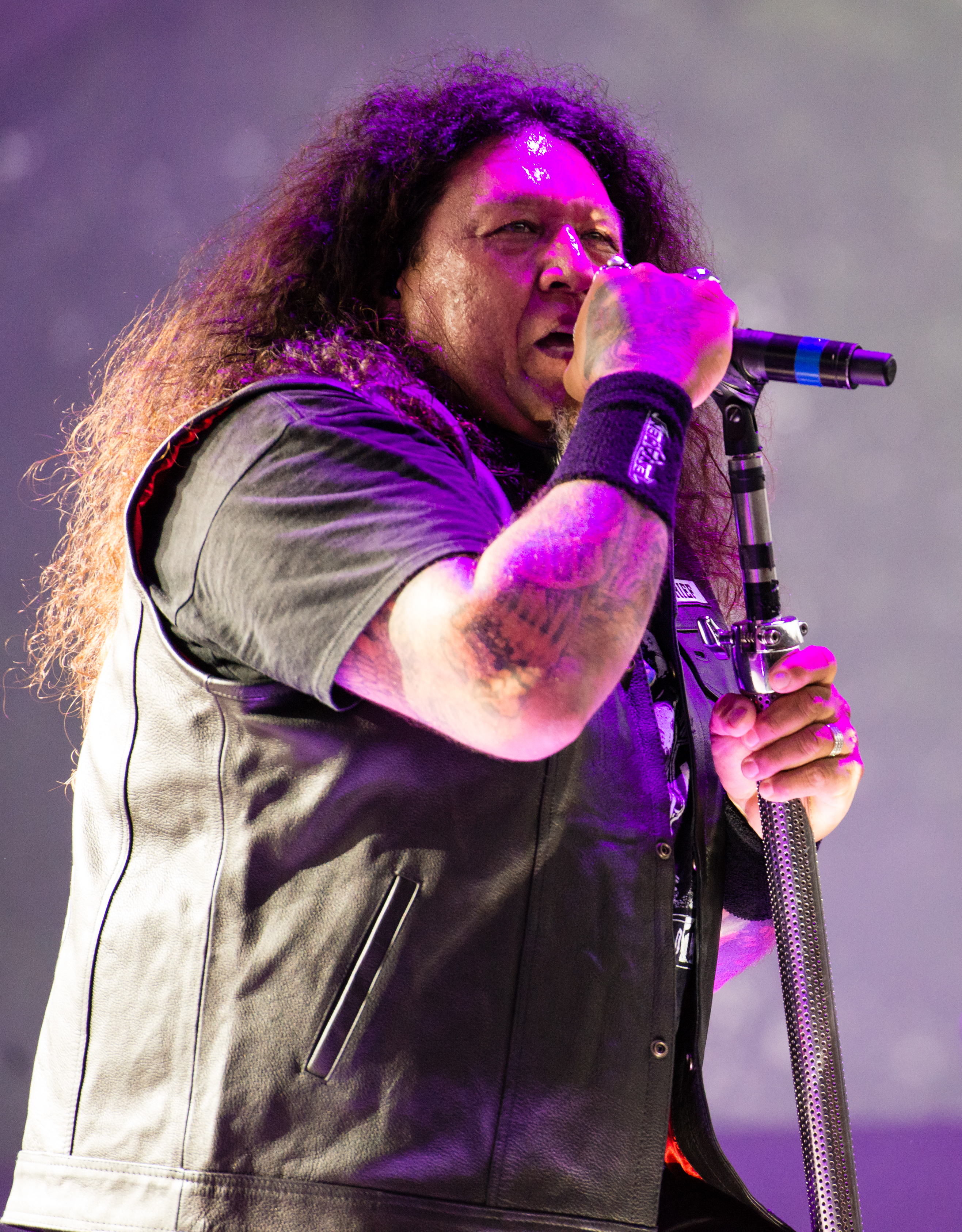
Chuck Billy (2014)

Charles „Chuck“ Billy (* 23. Juni 1962) ist ein US-amerikanischer Sänger und Songwriter. Er ist Leadsänger der Thrash-Metal-Band Testament und der von ihm mitgegründeten Band Dublin Death Patrol (DDP).

## Werdegang und Stil
Chuck Billy kam 1986 zu Testament, nachdem Steve Souza die Band verlassen hatte, um bei Exodus einzusteigen. Billy hatte zuvor bei der Hardrock-Band Guilt gesungen, Souza hatte ihn als Nachfolger empfohlen. Mit ihm veröffentlichten Testament 1987 das Album The Legacy. Hier fällt das Shouting von Billys recht tiefer Stimme noch etwas roher und aggressiver aus, bleibt aber melodisch. In der Folgezeit wird Billys Stil etwa bis zum Album The Ritual klarer. 1990 bezeichnete ihn der deutsche Metal Hammer anlässlich der Clash-of-the-Titans-Tour, die Testament mit Slayer, Megadeth und Suicidal Tendencies bestritten, als einen „der besten Shouter im harten Bereich“. Auf den nach dem Ausstieg von Alex Skolnick folgenden Alben wandelt sich Billys Gesang in eine härtere Richtung und wird Death-Metal-ähnlicher, bereits seit dem Album Low (1994) werden aber beide Stile auch gemischt eingesetzt. Neben Eric Peterson ist Billy seitdem das einzige konstante Bandmitglied, er schreibt auch die meisten Texte.
Billy gehört den Pomo-Indianern an und geht offen mit seiner Herkunft um. Er verarbeitet die Thematik auch zum Teil in seinen Texten, etwa in den Liedern Trail of Tears auf Low und Native Blood auf Dark Roots of Earth.
Billy ist der Cousin des Deftones-Gitarristen Stephen Carpenter.

## Erkrankung
Im Jahr 2001 wurde bei Chuck Billy ein seltener Tumor im Brustbereich diagnostiziert, ein sogenanntes Keimzellen-Seminom. Für ihn und den gleichfalls erkrankten Chuck Schuldiner von Death wurde am 11. August 2001 in der Maritime Hall in San Francisco das Thrash-of-the-Titans-Benefiz-Konzert veranstaltet, bei dem Bands wie Exodus, Anthrax, Heathen und S. O. D. zugunsten der Erkrankten spielten. Nach einer Chemotherapie und mehreren Operationen ist er seit etwa 2003 vollständig geheilt.

## Weitere Projekte

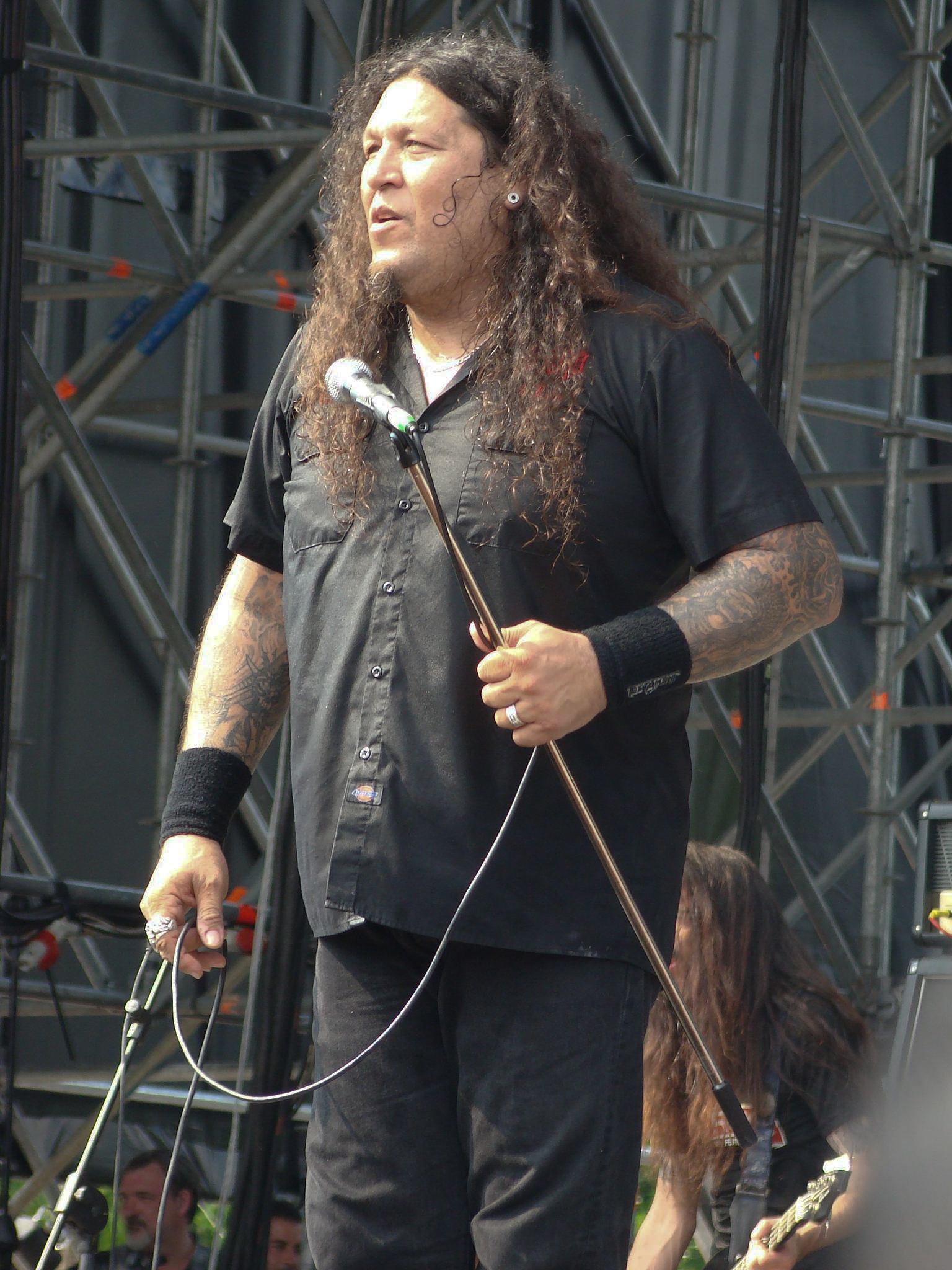
Chuck Billy (2008)

Chuck Billy übernahm 1989 auf dem Album Fool’s Game von Mordred Teile des Hintergrundgesangs. Er wirkte auf den Soloalben von James Murphy, Convergence (1996) und Feeding the Machine (1999) mit. 1998 ist er auf der Stuck-Mojo-Platte Rising beim Stück Back in the Saddle gesanglich beteiligt. Vor seiner Erkrankung begann er ein Nebenprojekt mit Steve DiGiorgio und Darren Travis von Sadus. Eine Platte wurde fertig geschrieben, aber wegen Billys Diagnose nicht herausgebracht.
2006 sang Billy den Song Crazy auf dem Album Out for Blood von Sadus mit ein und ist auf dem Iron-Maiden-Tributealbum Numbers from the Beast beim Stück Fear of the Dark zu hören. Im selben Jahr gründete er mit Musikern wie Steve Souza, Phil Demmel und Greg Bustamante sowie seinen Brüdern Eddie, früher Bassist bei Vio-lence, und Andy Billy die Band Dublin Death Patrol, mit der er 2007 das Album DDP 4 Life herausbrachte. 2008 bot er mit Scott Ian, Jon Donais, Chris Wyse und John Tempesta Silent Night auf dem Sampler We Wish You a Metal Xmas and a Headbanging New Year dar.
2009 übernahm Billy den Gastgesang beim Song Live My Dreams auf dem Album Attitude der skandinavischen Black-/Thrash-Metal-Band Susperia. 2019 sang Billy auf dem Soloalbum Anesthetic von Mark Morton, dem Gitarristen von Lamb of God, das Lied The Never. Ebenfalls 2019 war Billy bei dem Lied The Crownless King auf dem Album Atonement von Killswitch Engage zu hören. Ein Jahr später sang Billy das Lied Routes auf dem selbstbetitelten Album von Lamb of God.